# 自動行星發現望遠鏡
自動行星發現望遠鏡（Automated Planet Finder）是一座全自動2.4公尺光學望遠鏡，位於美國加州聖荷西以東的漢密爾頓山頂上的利克天文台。
自動行星發現望遠鏡旨在搜尋質量為地球五倍至二十倍的系外行星。該儀器每晚將檢查約10顆恆星，預計在未來十年內，該望遠鏡將研究 1,000顆附近的恆星以尋找行星。
自動行星發現望遠鏡預計成本為1000萬美元，總完工成本為1,237萬美元。自動行星發現望遠鏡原定於2006年首次亮相，但由於望遠鏡主要部件的建造延誤，推遲至2013年8月投入使用。

## 外部連結
- Automated Planet Finder Telescope - ucolick.org
- APF Camera view of Dome - ucolick.org